# Saab GT750
Der Saab GT750 war ein Pkw-Modell des schwedischen Herstellers Saab und die Sportversion des Saab 93. Das Auto wurde in der Zeit von April 1958 bis ins Jahr 1960 gebaut. Der Wagen war hauptsächlich für den Export in die USA bestimmt, 546 der 605 gebauten Exemplaren wurden dorthin exportiert.

## Konzept
Durch den Gesamtsieg bei der Great American Mountain Rally war Saab Sportfahrern in den USA ein Begriff geworden. Diesem Personenkreis sollte mit dem Saab 750 GT ein passendes Fahrzeug angeboten werden; gleichzeitig hoffte man, durch den Einsatz bei verschiedenen Rennveranstaltungen die Marke Saab bekannt machen zu können.

## Technik
Der 3-Zylinder-Zweitaktmotor leistete in der Grundversion 45 PS aus 750 cm³ Hubraum bei einer Drehzahl von 5000/min. Die Höchstgeschwindigkeit betrug ca. 150 km/h bei einer Beschleunigung von ungefähr 12 Sekunden von 0–96 km/h. Der Motor konnte in verschiedenen Leistungsstufen bestellt werden.
Der 750 GT verfügte über eine sehr umfangreiche Ausstattung. Die Instrumente beinhalteten Drehzahlmesser, Zeituhr, Tankuhr und Temperaturanzeige. Vor dem Beifahrer war ein Halda Speed-Pilot, ein mechanischer Rallye-Computer, eingebaut. Holzlenkrad, Liegesitze und eine Kopfstütze für den Beifahrer erhöhten den Komfort. Die Rücksitzbank war durch Notsitze ersetzt.
Von außen erkannte man den 750 GT an der doppelten Chromzierleiste zwischen den Achsen. Dazu kamen Radzierringe, vordere Fernscheinwerfer sowie Rückfahrscheinwerfer.
Nach Erscheinen des Saab 96 erhielt der 750 GT dessen Karosserie. Der Preis in den USA betrug 2568 Dollar.